# Commanderie de Saint-Gilles-du-Gard
Ne doit pas être confondu avec Grand prieuré de Saint-Gilles ou Église abbatiale de Saint-Gilles du Gard.
La commanderie de Saint-Gilles-du-Gard est une commanderie templière avant de devenir hospitalière qui se trouve à Saint-Gilles.

## Histoire

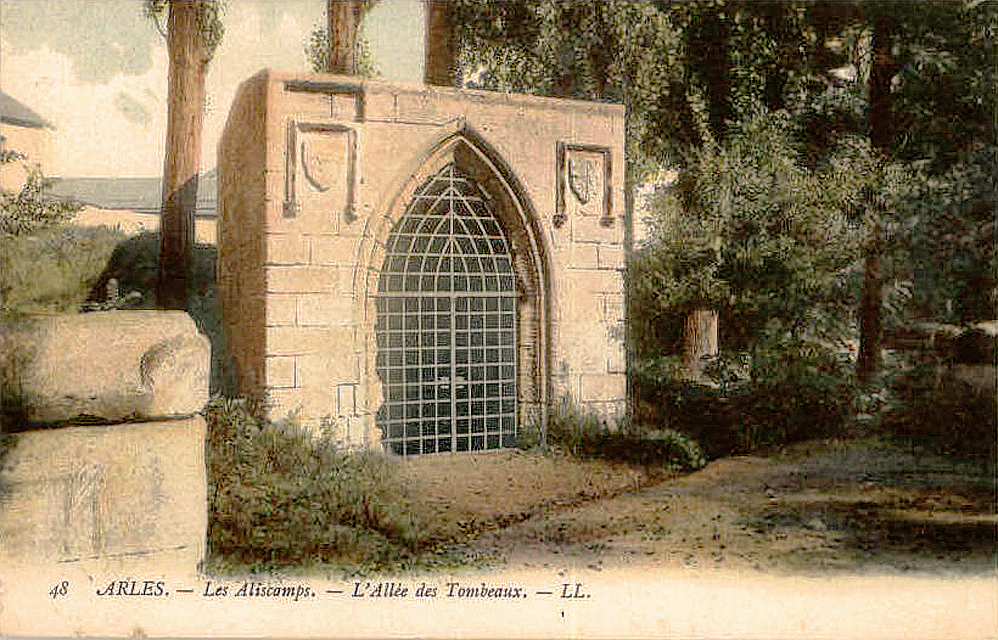
Chapelle des Porcelets aux Alyscamps

L'ordre du Temple, avait des possessions qui jouxtaient celles de L'Hôpital. En 1139, Pierre, abbé bénédictin de Saint-Gilles, accorda aux Templiers le lieu-dit Sertelage. Son successeur, Bertrand y ajouta un jardin. Pierre, Bernard, Guillaume, Galburge et Azalaïde, de la famille des Porcellets, dès 1174, firent d'importantes donations à Bernard Catalan, précepteur du Temple de Saint-Gilles. Sous le magistère de Blanquefort, Ugon de Barcelone, procureur-général du Temple en Provence, fit acquisition à Raymond IV, Comte de Toulouse, de 60 muids de terre dans le pays d'Argence, pour la somme de 150 marcs d'argent fin. Ces biens étaient attenants aux terres des Hospitaliers et jouxtaient le Rhône. D'après le cartulaire de Saint-Gilles, de 1180 à 1210, les donations furent de l'ordre de 38 donations pour 145 achats, les Templiers rachetant systématiquement les dominium ou domnium, droits féodaux sur les terres qui leur appartenaient.
Les Templiers avaient obtenu des seigneurs de Posquières des droits dans la  Sylve Godesque qui s'ajoutaient à ceux de la forêt de Clamadour, dite d'Albaron, autour de l'étang d'Amalbert, au sud-est d'Aigues-Mortes. La commanderie templière de Saint-Gilles possédait aussi des terres autour de l'étang de Mauguio. Dans le dernier tiers du XIIe siècle, le Temple pris possession de l'île de l'Estel, qui fermait le marais de Peccais, où les frères avaient érigé la chapelle Sancta Maria de Astellis. C'est au nord de l'Estel, en bordure du Grau de la Chèvre, qu'était situé Nega Romieu, où se trouvaient des entrepôts maritimes loués à des marchands. La confirmation de tous ces biens fut faite en août 1258 par le sénéchal de Carcassonne et de Beaucaire, et recopié dans le Chartier du Temple de Saint-Gilles. Un demi-siècle plus tard, avec la dévolution des biens de l'ordre du Temple, ils passèrent aux Hospitaliers de l'ordre de Saint-Jean de Jérusalem.